# 地理哲學
地理哲學是哲學的副學科，它討論地理學中的认识论、宇宙哲学和价值论。
《社会哲学和地理》在1997年由目前在美国西雅图华盛顿大学的哲學家 Andrew Light 和一個德克萨斯 A＆M大学的地理學家 Jonathan Smith 創立。一個同行審查過的3冊年鑒雜志《哲学与地理》， Rowman & Littlefield 出版社出版，之后成為 Carfax 两年一度出版的杂志。這些雜志和其他雜志由地理学家合并，《伦理学、地点和环境》在2005年成為《伦理学、地点和环境：地理哲學雜志》，現在由 Routledge 出版。（页面存档备份，存于）這本雜志由 Light 和 Smith 編輯，它的第11冊出版于2008年。雜志由哲学家、地理学家和其他形似領域的學家出版，在于空間、地點和其他環境廣義的解釋。该杂志一直在扩大环境领域的伦理学，包括城市环境中工作。
John Kirtland Wright （1891年–1969年）美国地理学界地图制作和研究历史地理思想著名人士为更廣泛地研究地理知识創造了相關的單詞geosophy。

## 外部連結
- Society for Philosophy and Geography（页面存档备份，存于）